# Erlenbach im Simmental
Erlenbach im Simmental é uma comuna da Suíça, no Cantão Berna, com cerca de 1.725 habitantes. Estende-se por uma área de 36,7 km², de densidade populacional de 47 hab/km². Confina com as seguintes comunas: Därstetten, Diemtigen, Niederstocken, Oberstocken, Reutigen, Wimmis.
A língua oficial nesta comuna é o Alemão.